# Terminal Frost
Terminal Frost és una cançó instrumental del grup britànic de rock progressiu Pink Floyd. És la vuitena peça de l'àlbum A Momentary Lapse of Reason, que va aparèixer el 1987.
És un tema atmosfèric, una demo antiga de Gilmour, sobre la qual feia temps que havia volgut treballar afegint-li lletra, però que finalment va decidir deixar com a tema instrumental. guiat per la guitarra de David Gilmour amb intervencions dels saxofonistes Tom Scott, compositor de les sintonies de The Streets of San Francisco i Starsky & Hutch, i John Helliwell. Està situat entre les dues parts de A New Machine, però la seva qualitat està lluny de les propostes instrumentals del passat i no va ser gaire interpretada en els espectacles en directe.

## Crèdits
- David Gilmour - guitarra, teclats
- Richard Wright - orgue, piano
- Nick Mason - efectes sonors
- Bob Ezrin - caixa de ritmes
- Tony Levin - baix
- Bill Payne - orgue
- Tom Scott - saxòfon
- John Helliwell - saxòfon
- Michael Landau - guitarra
- Darlene Koldenhaven, Carmen Twillie, Phyllis St. James, Donnie Gerard - cors